# Sudertredingen

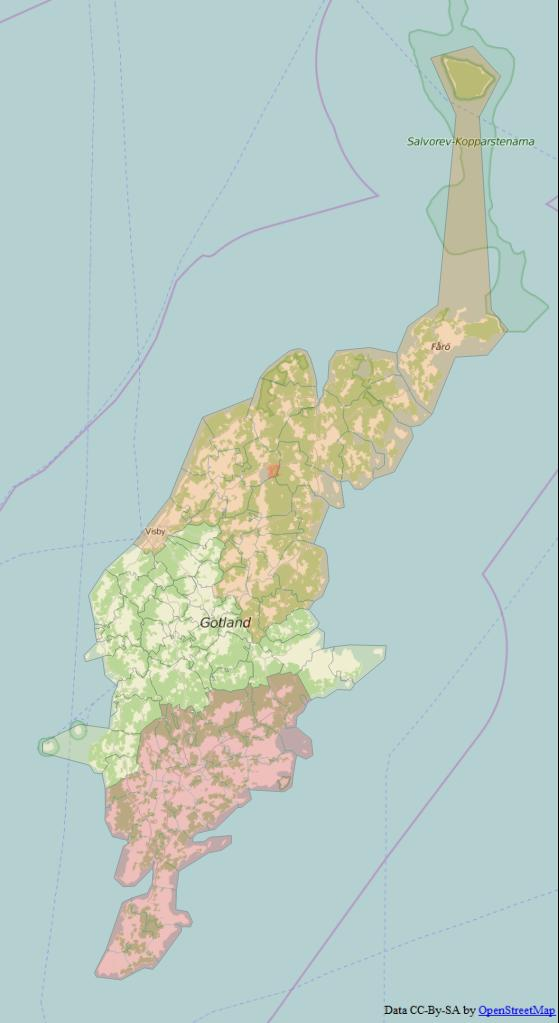
Gotlands tredingar

Sudertredingen, södra tredjedelen, i folkmun ofta kallat Sudret, är en av de tre tredingar som Gotland traditionellt indelades i före och under medeltiden. Sudertredingen och de andra två tredingarna nämns redan i Gutasagan.
Under medeltiden fungerade tredingarna som prosterier i den kyrkliga organisationen, idag kallade kontrakt. Sudertredingen omfattar 29 socknar. Samtliga har bevarade medeltida sockenkyrkor. Efter församlingssammanslagningar utgör emellertid inte alla dessa socknar egna församlingar inom Svenska kyrkan. Sudertredingen består av två settingar, Burs setting i öster och Hoburgs setting i väster. När Gotland år 1618 indelades i härader fördes Sudertredingen till Gotlands södra härad, samman med Hejde setting i Medeltredingen.
De fem sydligast belägna socknarna, Sundre, Vamlingbo, Hamra, Öja och Fide, som alla är belägna på den halvö som utgör Gotlands sydspets benämns Storsudret.